# Eugenia teapensis
Eugenia teapensis är en myrtenväxtart som beskrevs av Mcvaugh. Eugenia teapensis ingår i släktet Eugenia och familjen myrtenväxter. Inga underarter finns listade i Catalogue of Life.